# Chiasmocleis alagoanus
Chiasmocleis alagoanus е вид жаба от семейство Тесноусти жаби (Microhylidae).

## Разпространение
Този вид е разпространен в Бразилия.

## Описание
Популацията на вида е намаляваща.